# Hu Weide
Hu Weide (in han: 胡惟德), latinizzato anche in Hu Wei-te (1863 – 1933) è stato un politico e diplomatico cinese durante la tarda dinastia Qing e la Repubblica di Cina.
Hu scalò i vertici della gerarchia imperiale legandosi in matrimonio alla dinastia Qing; nonostante questo, dopo la fondazione della Repubblica di Cina vi si unì e ricoprì anche importanti cariche. Lavorò nel Ministero degli Esteri e fu ambasciatore in Russia, Giappone e Francia, oltreché presso la Corte permanente di giustizia internazionale. Fu un rivale di Wu Tingfang, il ministro degli Esteri, specialmente durante il Movimento di protezione della costituzione.
Dopo che Duan Qirui fu cacciato da Pechino nel 1926, Hu servì brevemente come presidente e primo ministro, mentre la capitale era controllata da Zhang Zuolin.